# Europæisk muræne
Europæisk muræne  (Muraena helena) er en muræne art som lever i Middelhavet og store dele af det nordøstlige Atlanterhav fra de Britiske øer til Senegals kyster.
I det gamle Rom vær muræner skattede spisefisk og genstand for spektakulære anekdoter. Murænerne blev holdt i særlig bassiner af rige romere. Publius Vedius Pollio fodrede sine muræner med kødet fra slaver som var blevet straffet.